# 吉爾福德鎮區 (密歇根州)
吉爾福德鎮區（英語：Guilford Township）是位於美國密歇根州土斯科拉縣的一個行政鎮區。

## 地方資料
吉爾福德鎮區的面積為90.10平方千米，當中陸地面積為90.10平方千米，而水域面積為0.00平方千米。根據2020年美國人口普查的數據，當地共有人口735人，而人口密度為每平方千米8.16人。